# Jean-Louis Martin-Barbaz
Pour les articles homonymes, voir Martin, Jean-Louis Martin et Barbaz.
Jean-Louis Martin-Barbaz, né le 3 juin 1936 à Neuilly-sur-Seine et mort le 22 janvier 2019 à Paris, est un comédien et metteur en scène français, originaire de la région Rhône-Alpes.

## Biographie
Il a travaillé dans les années 1960 aux côtés de Roger Planchon, Jacques Rosner, Marcel Maréchal aussi bien au théâtre qu'à la radio. Au début des années 1970, il est professeur au conservatoire de Lyon. Il fonde ensuite sa première compagnie avant de devenir directeur du Théâtre-École de Robert Hossein à Reims. Il ouvre en 1975 son propre cours, rue de Saussure, à Paris, et fait entrer 35 élèves au Conservatoire de Paris. Parallèlement, avec sa compagnie, il joue au théâtre de la Cité internationale, au théâtre national de Chaillot et tourne en France et à l'étranger avec ses spectacles, parmi lesquels Les Femmes savantes ou encore Les Deux Orphelines.
De 1982 à 1992, il dirige le Centre dramatique national du Nord-Pas de Calais au sein duquel il fera plus de trente créations. En 1993, il fonde et dirige une nouvelle « compagnie-école » à Asnières : le Studio-Théâtre d'Asnières. Il y forme de nouveaux comédiens et crée de nombreux spectacles joués au Studio, mais aussi repris à Paris, notamment au Théâtre Silvia Monfort ou au Théâtre 13.
En 1996, il a créé dans son village d'Izieu, dans l'Ain, un festival de théâtre mêlant des pièces de type cabaret à des œuvres plus ambitieuses.
Il meurt le 22 janvier 2019.

## Théâtre

### Comédien
- 1961 : Édouard II de Christopher Marlowe, mise en scène Roger Planchon, théâtre de la Cité de Villeurbanne, théâtre des Champs-Élysées.
- 1961 : Schweik dans la Seconde Guerre mondiale de Bertolt Brecht, mise en scène Roger Planchon, théâtre de la Cité de Villeurbanne, théâtre des Champs-Élysées.
- 1962 : La Vie imaginaire de l'éboueur Auguste Geai d'Armand Gatti, mise en scène Jacques Rosner, théâtre de la Cité de Villeurbanne.
- 1962 : La Remise de Roger Planchon, mise en scène de l'auteur, théâtre de la Cité de Villeurbanne.
- 1964 : Troïlus et Cressida de William Shakespeare, mise en scène Roger Planchon, théâtre de la Cité de Villeurbanne, Odéon-Théâtre de France.
- 1966 : Richard III de William Shakespeare, mise en scène Roger Planchon, festival d'Avignon.
- 1967 : Richard III de William Shakespeare, mise en scène Roger Planchon, théâtre de la Cité de Villeurbanne.
- 1976 : Le Boa sous la cloche de Bernard Mazeas, mise en scène Jean-Pierre Andréani, festival d'Avignon Off.
- 1976 : La Vie de Galilée de Bertolt Brecht, mise en scène Arlette Téphany.
- 1977 : Le Boa sous la cloche de Bernard Mazeas, mise en scène Jean-Pierre Andréani, théâtre de Plaisance.
- 1991 : Les Trois Mousquetaires d'Alexandre Dumas, mise en scène Jean-Louis Martin-Barbaz, théâtre des Pays du Nord.
- 2010 : La Dame de chez Maxim de Georges Feydeau, mise en scène Hervé Van der Meulen, théâtre de l'Ouest parisien.
- 2011 : La Dame de chez Maxim de Georges Feydeau, mise en scène Hervé Van der Meulen, théâtre de l'Ouest parisien.
- 2014 : Jeux de massacre d'Eugène Ionesco, mise en scène Hervé Van der Meulen, studio-théâtre d'Asnières.
- 2014 : Littoral ou la quête épique d'une identité, adaptation de Wajdi Mouawad mis en scène Charles Leplomb, studio théâtre d'Asnières.
- 2017 : Antigone de Sophocle mise en scène Charles Leplomb.

### Metteur en scène
- 1971 : La Tête rétrécie de Pancho Villa de Luis Valdez, Avignon.
- 1975 : Les Deux Orphelines d'Adolphe d'Ennery et Eugène Cormon, maison de la Culture André Malraux Reims.
- 1976 : Les Faux Bonshommes de Théodore Barrière, théâtre Paris-Nord.
- 1981 : Outrage aux bonnes mœurs d'Éric Westphal, théâtre Hébertot.
- 1982 : La Maison sous les arbres de Pierre Laville, théâtre des Pays du Nord.
- 1983 : Jules César de William Shakespeare.
- 1984 : L'Opéra de quat'sous de Bertolt Brecht, Bordeaux, théâtre des Pays du Nord.
- 1985 : Quatrevingt-treize d'après Victor Hugo, Festivals, théâtre des Pays du Nord.
- 1985 : Monsieur Hugo d'après Victor Hugo, théâtre des Pays du Nord.
- 1986 : Barouf à Chioggia de Carlo Goldoni, théâtre des Pays du Nord.
- 1988 : Lola Montès de Jacques Téphany, théâtre des Pays du Nord.
- 1989 : Charles IX de Marie-Joseph Chénier.
- 1991 : Les Trois Mousquetaires d'Alexandre Dumas, théâtre des Pays du Nord.
- 1995 : Un homme du peuple sous la révolution d'après Roger Vailland et Raymond Manevy, studio-théâtre d'Asnières.
- 1997 : Causerie de Philippe Meyer Le Radiant (Caluire) théâtre Mouffetard et théâtre de la Ville (Paris)
- 2000 : Barouf à Chioggia de Carlo Goldoni, Théâtre 13
- 2003 : Où est-il l'été ? de Boby Lapointe, théâtre Mouffetard.
- 2003 : Les Quatre Rustres d'après Carlo Goldoni, Ermanno Wolf-Ferrari, théâtre Jean Vilar Suresnes.
- 2003 : La Cuisine d'Arnold Wesker, Théâtre Silvia-Monfort.
- 2005 : Occupe-toi d'Amélie de Georges Feydeau, théâtre Silvia-Monfort.
- 2007 : Britannicus de Racine, studio-théâtre d'Asnières.
- 2007 : La Cerisaie d'Anton Tchekhov, théâtre de l'Ouest parisien, studio-théâtre d'Asnières.
- 2008 : L'Opéra de quat'sous de Bertolt Brecht, studio-théâtre d'Asnières.
- 2009 : Lorenzaccio d'Alfred de Musset, théâtre de l'Ouest parisien, studio-théâtre d'Asnières.
- 2009 : La Jalousie du Barbouillé et Le Dépit amoureux de Molière, studio-théâtre d'Asnières.
- 2010 : Les Acteurs de bonne foi de Marivaux, studio-théâtre d'Asnières.
- 2011 : Les tortues viennent toutes seules de Denise Bonal, studio-théâtre d'Asnières.
- 2017 : George Dandin de Molière, studio-théâtre d'Asnières.